# Pedro de la Cueva y Velasco
Pedro de la Cueva y Velasco (Cuéllar 1482/1492-1546) fue un noble castellano perteneciente a la Casa de Alburquerque, titulado señor de Torregalindo y Portillejo, que durante su carrera fue capitán general de artillería, mayordomo y del Consejo de Guerra de Carlos I de España y comendador mayor de la Orden de Alcántara.

## Biografía
Nacido en el castillo de Cuéllar, fue el segundo hijo habido del matrimonio del maestre Beltrán de la Cueva, I duque de Alburquerque y de María de Velasco, hija del condestable de Castilla. Fue por ello hermano entero de Cristóbal, señor de Roa, y medio hermano de Francisco, II duque de Alburquerque; Antonio, tronco de los marqueses de la Adrada; Íñigo, religioso y militar, y Juan, tronco de los señores de La Canaleja (Jerez de la Frontera) y marqueses de Santa Lucía de Conchán (Perú).
Cuando sus padres contrajeron matrimonio en 1482 acordaron que instituirían mayorazgos para los hijos que hubiese: el primer hijo varón heredaría Mombeltrán, mientras que el segundo, que fue Pedro, le correspondió la villa de Torregalindo y la heredad de Portillejo. Fue, además, caballero de la Orden de Santiago y comendador de reina, y dejando este hábito, el rey Carlos I de España le concedió en 1531 el de la Orden de Alcántara y fue nombrado el mismo año comendador mayor de la orden.